# Nombre d'Eckert
El Nombre d'Eckert és un nombre adimensional emprat en la mecànica de fluids. Expressa la relació entre l'energia cinètica d'un fluid i la seva entalpia, i és emprat per caracteritzar-ne la dissipació. El seu nom fa honor al professor Ernst R. G. Eckert.
Es defineix com
{\displaystyle {\mathit {Ec}}={\frac {V^{2}}{c_{p}\Delta T}}={\frac {\mbox{Energia cinetica}}{\mbox{Entalpia}}}}
on
- {\displaystyle V} = velocitat característica del fluid.
- {\displaystyle c_{p}} = capacitat calorífica a pressió constant.
- {\displaystyle \Delta T} = diferència de temperatures característica.